# Bors (Baignes-Sainte-Radegonde)
Bors è un comune francese di 134 abitanti situato nel dipartimento della Charente, nella regione della Nuova Aquitania.
Porta il nome del cantone in cui si trova (Baignes-Sainte-Radegonde, arrondissement di Cognac) per distinguerlo dall'omonimo comune del cantone di Montmoreau-Saint-Cybard.

## Società

### Evoluzione demografica
Abitanti censiti